# Curățele, Bihor
Curățele este satul de reședință al comunei cu același nume din județul Bihor, Crișana, România.

## Istoric
Menționat documentar, prima oară, în 1692.

## Economie
Moară de apă.